# تدريب سريري (طب)
في مجال التعليم الطبي، يشير مصطلح التدريب السريري أو التناوب، إلى ممارسة الطب من قِبل طلاب كليات الطب (MD وDO وDPM وPA) خلال السنة الثالثة والرابعة لهم من الدراسة. وعادة يتم في النصف الأول من كلية الطب تدريب الطلاب في الفصول الدراسية ويقضون النصف الثاني من دراستهم بالكلية في مستشفى تعليمي. وتمنح التدريبات السريرية الطلاب خبرات في جميع مكونات المستشفى، بما في ذلك غرفة العمليات وقسم الطوارئ ومختلف الأقسام الأخرى التي تتيح التعلم بالمشاهدة والتنفيذ عمليًا.
وخلال هذا التدريب، يُطلب من الطلاب التناوب عبر مختلف التخصصات الطبية ومعالجة المرضى تحت إشراف الأطباء. ويحصل الطلاب على التاريخ الطبي للمرضى ويستكملون الفحوصات البدنية ويكتبوا مذكرات بالتقدم المحرز ويساعدون في إجراء العمليات الجراحية والإجراءات الطبية. وساعات العمل هي نفس ساعات الوظائف بدوام كامل، وعادة تشبه ساعات عمل المقيمين. وقد يُطلب أيضًا من الطلاب العمل في عطلات نهاية الأسبوع ويكونون على أهبة الاستعداد تحسبًا لطلبهم في أي وقت.

## الولايات المتحدة
في الولايات المتحدة الأمريكية، تستمر الدراسة في كلية الطب أربع سنوات. ويقضي طلاب كلية الطب السنتين الثالثة والرابعة في تناوب عبر مزيج من التدريبات السريرية المطلوبة والاختبارات. ومعظم كليات الطب تتطلب تناوبات في الطب الباطني والجراحة وطب الأطفال والطب النفسي وأمراض النساء والتوليد وطب الأسرة والأشعة وعلم الأعصاب. وتتطلب بعض الكليات طب الطوارئ وطب العناية المركزة. علاوة على ذلك، هناك مطلب تخرج شائع وهو استكمال فترة تدريب داخلي فرعي في أحد التخصصات، حيث يكون الطالب فيها بمثابة طبيب معاود.